# Lúcio Munácio Planco
Lúcio Munácio Planco (90–15 a.C.; em latim: Lucius Munatius Plancus) foi um político da gente Munácia da República Romana eleito cônsul em 42 a.C. com Marco Emílio Lépido. Foi também censor em 22 a.C. juntamente com Lúcio Emílio Lépido Paulo. É retratado como uma pessoa que, para sobreviver numa época turbulenta, trocando habilmente de lado quando lhe era benéfico. Lúcio Munácio Plano, cônsul em 13, era seu filho.

## Carreira

### Primeiros anos
Apesar de os primeiros anos de sua carreira pública terem sido muito confusos, alguns fatos são conhecidos. Amigo de Júlio César, Plano serviu sob suas ordens como legado durante as Guerras Gálicas no inverno de 54 a.C. e no ano seguinte, durante a guerra civil contra Pompeu, na qual comandou as forças cesarianas em conjunto com Caio Fábio na Hispânia (Ilerda, 49 a.C.) e, finalmente, acompanhou César em sua campanha africana em 46 a.C., quando tentou, sem sucesso, obter a rendição do comandante pompeiano Caio Consídio em Adrumeto.
No final de 46 a.C., foi um dos prefeitos que governaram a cidade de Roma durante a ausência de César (que estava novamente na Hispânia). Foi nomeado governador da Gália Cisalpina por ele em 44 a.C. e era o candidato de César ao consulado de 42 a.C. com Décimo Júnio Bruto Albino.
Quando César foi assassinado, em 15 de março de 44 a.C., Planco se declarou a favor da anistia aos liberatores e rapidamente tomou para si a posição de governador da Gália Comata. Durante seu mandato, fundou várias cidades, como Lugduno (moderna Lyon), e Augusta Ráurica (Augst).

### Partidário de Marco Antônio
Enquanto estava na Gália Comanta, Cícero lhe pediu que apoiasse o partido senatorial e seguisse para ajudar Décimo Júnio Bruto, que estava cercado por Marco Antônio em Mutina. Plano, depois de alguma vacilação inicial, finalmente decidiu, em abril de 43 a.C., começar sua marcha para o sul, mas não havia ainda cruzado os Alpes quando soube da derrota de Antônio e da liberação de Mutina pelos exércitos de Otaviano e dos cônsules Aulo Hírcio e Caio Víbio Pansa. Ele então acampou no território dos alóbroges e uniu seu exército ao de Décimo Bruto com o objetivo de lutar novamente contra Marco Antônio. Porém, a situação mudou novamente quando Marco Emílio Lépido declarou seu apoio a Antônio e as forças de ambos, agora reforçadas pelas de Públio Ventídio Basso, superavam em muito as de Planco, que, aconselhado por Caio Asínio Polião, que já havia desertado para o lado de Antônio, se manifestou também a favor de Antônio e Lépido, abandonando Décimo Bruto à própria sorte (ele morreria assassinado pouco depois, quando tentava cruzar os Alpes).
No outono de 43 a.C. foi formado o Segundo Triunvirato entre Antônio, Otaviano e Lépido e Planco teve que aceitar a proscrição de seu irmão, Lúcio Pláucio Planco. No final do ano, voltou para Roma e, em 29 de dezembro, celebrou um triunfo por alguma vitória obtida ainda na Gália ou, mais provável, na Récia sobre alguma tribo alpina, onde havia assumido o título de imperator ainda antes da Batalha de Mutina segundo Cícero.

### Cônsul (42 a.C.)
Como estava previsto, foi nomeado cônsul em 42 a.C., mas com Lépido como colega. A Guerra de Perúsia, no ano seguinte, colocou Planco em uma situação bastante difícil, pois ele comandava as tropas de Antônio na Itália e, quando Lúcio Antônio e Fúlvia (esposa do triúnviro) declararam guerra a Otaviano, esperavam naturalmente a sua ajuda, mas como Planco não sabia a opinião de Antônio, tentou manter-se fora do conflito. Quando Perúsia caiu, em 40 a.C., Planco fugiu da Itália com Fúlvia e seguiu para Atenas, abandonando seu exército à própria sorte.
Regressou para a Itália com Marco Antônio e, depois, o acompanhou até o oriente. Em 40 a.C., Antônio o nomeou governador da província da Ásia, que ele mais uma vez abandonou quando os partas, liderados pelo general romano desertor Quinto Labieno, invadiram-na, refugiando-se nas ilhas gregas. Posteriormente, foi nomeado cônsul uma segunda vez, mas Plínio, o Velho, não menciona o ano;; é provável que tenha sido cônsul sufecto em 36 a.C..

### Partidário de Otaviano

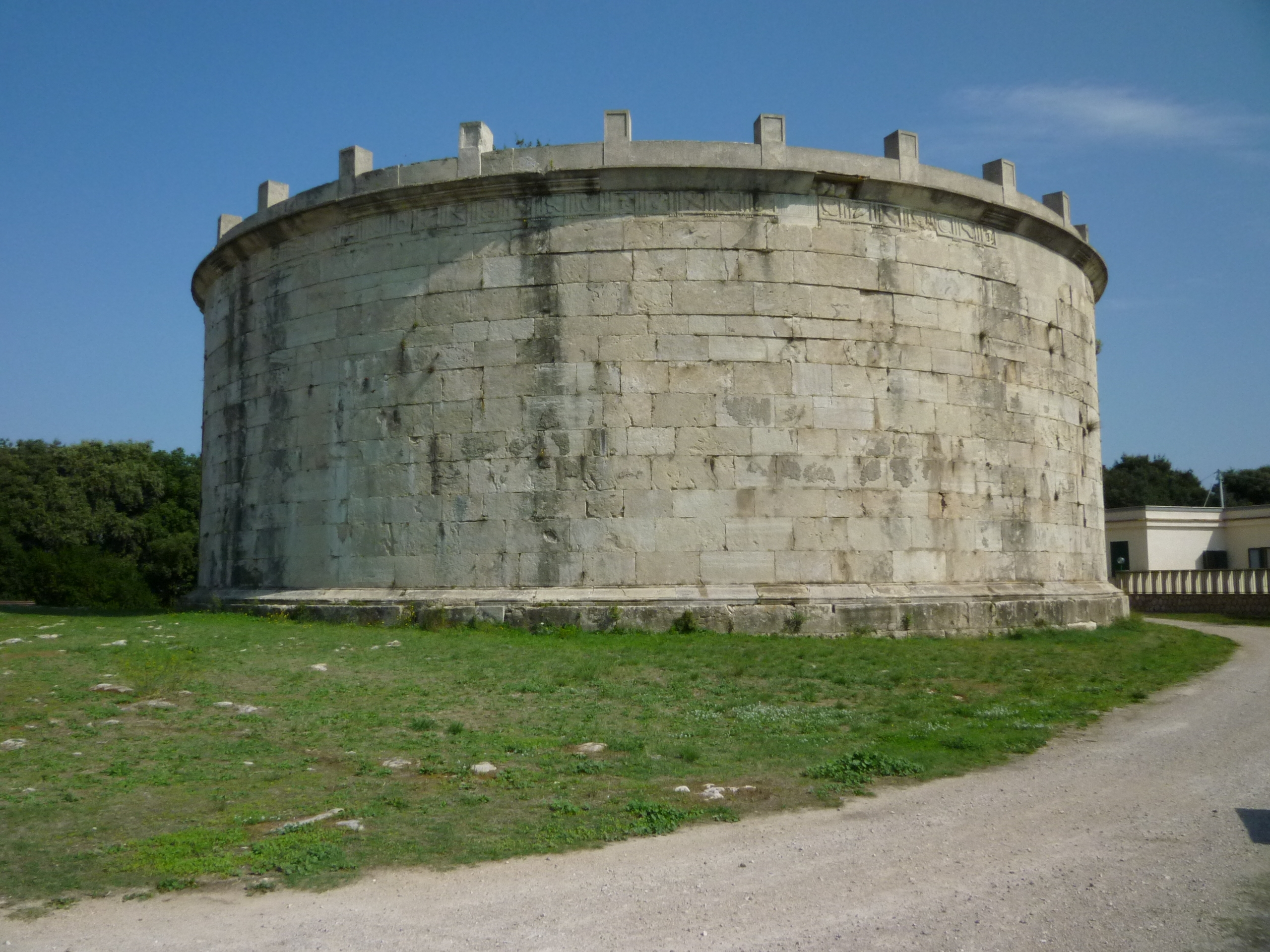
Mausoléu de Planco em Gaeta, Itália.

Em 35 a.C., Planco foi governador da Síria, cargo que exerceu por quatro anos; em 34 a.C., emitiu uma moeda na qual se reporta uma vitória sobre os armênios. Foi considerado por muitos ter sido o responsável pelo assassinato de Sexto Pompeu, irmão de Pompeu e o último dos grandes generais da guerra civil ainda vivo. Ao regressar a Alexandria, em 32 a.C., foi recebido friamente por Antônio pela forma descarada com que havia saqueado sua província. Prevendo a queda de Antônio, Plano resolveu fugir em segredo para Roma ainda no mesmo ano, levando consigo seu sobrinho, Marco Tício. Planco deu informações importantes para Otaviano e passou a servi-lo.
Viveu tranquilamente com a fortuna que amealhou na Síria e, segundo Suetônio, foi um dos que sugeriram a Otaviano que adotasse o título de "Augusto" em 27 a.C., o último ano da República Romana.

### Censura (22 a.C.)
Em 22 a.C., Augusto nomeou Planco e Lúcio Emílio Lépido Paulo censores e Planco construiu um templo dedicado a Saturno para agradar o imperador, que queria que os romanos ricos decorassem a cidade com edifícios públicos. Sua censura é famosa, não por um feito notável, mas por que foi a última vez que foram nomeados censores na História de Roma.
| “ | A censura de Planco e Paulo foi marcada pela discórdia, valendo-lhes pouco crédito e poucas vantagens para o Estado. A mediocridade do exercício do cargo foi resultado, em um, da falta de força e, em outro, da falta de caráter. | ” |
|   | — Veleio Patérculo, História Romana 2, 95. |   |

Durante seu mandato, o avô do futuro imperador Nero, Lúcio Domício Enobarbo, um homem arrogante, extravagante e cruel, que era um edil na época, obrigou Planco a abrir-lhe caminho quando andava por uma rua romana, o que revela a situação miserável que se encontrava Planco depois de sua censura. Não se sabe ao certo quando morreu.

## Mausoléu
Planco é uma das poucas figuras de relevo romanas da qual o túmulo sobreviveu até os nossos dias e está identificado, apesar de seu corpo ter desaparecido ainda na antiguidade. Seu mausoléu — uma tumba de forma cilíndrica dedicada à Virgem Maria no final do século XIX — fica em Gaeta, na Itália, no alto de uma colina a beira-mar chamada "Monte Orlando".

## Família
Planco tinha três irmãos e uma irmã e deixou um filho e uma filha. Sua irmã, Munácia Plancina, casou-se com seu sobrinho, Marco Tício, cônsul em 31 a.C.. Sua filha, Munácia Plancina, casou-se com Lúcio Calpúrnio Pisão Cesonino, cônsul em 58 a.C..